# Woonsocket (Rhode Island)
Woonsocket er en amerikansk by i Providence County, i staten Rhode Island. I 2000 havde byen et indbyggertal på 43.224.

## Ekstern henvisning
- Woonsockets hjemmeside (engelsk) Arkiveret 8. februar 2011 hos  Wayback Machine

42°00′30″N 71°30′58″V / 42.0083°N 71.5161°V